# سليمان النابلسي

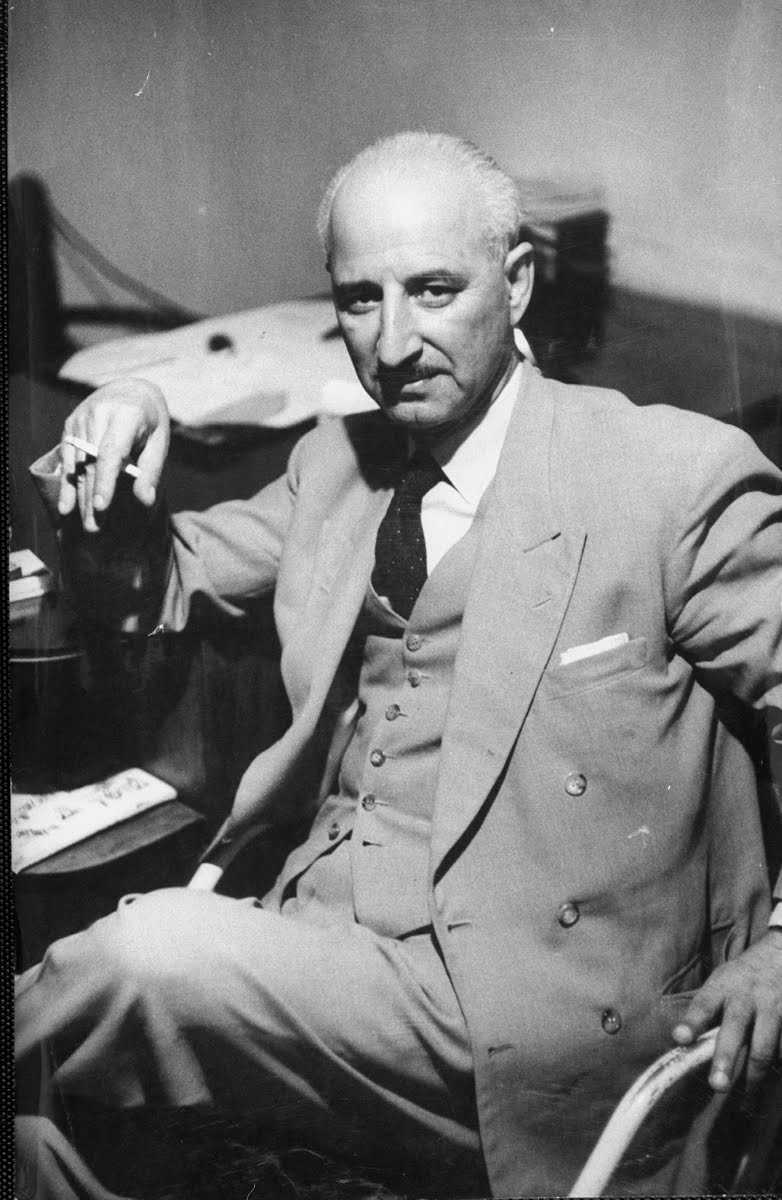
سليمان النابلسي 1956

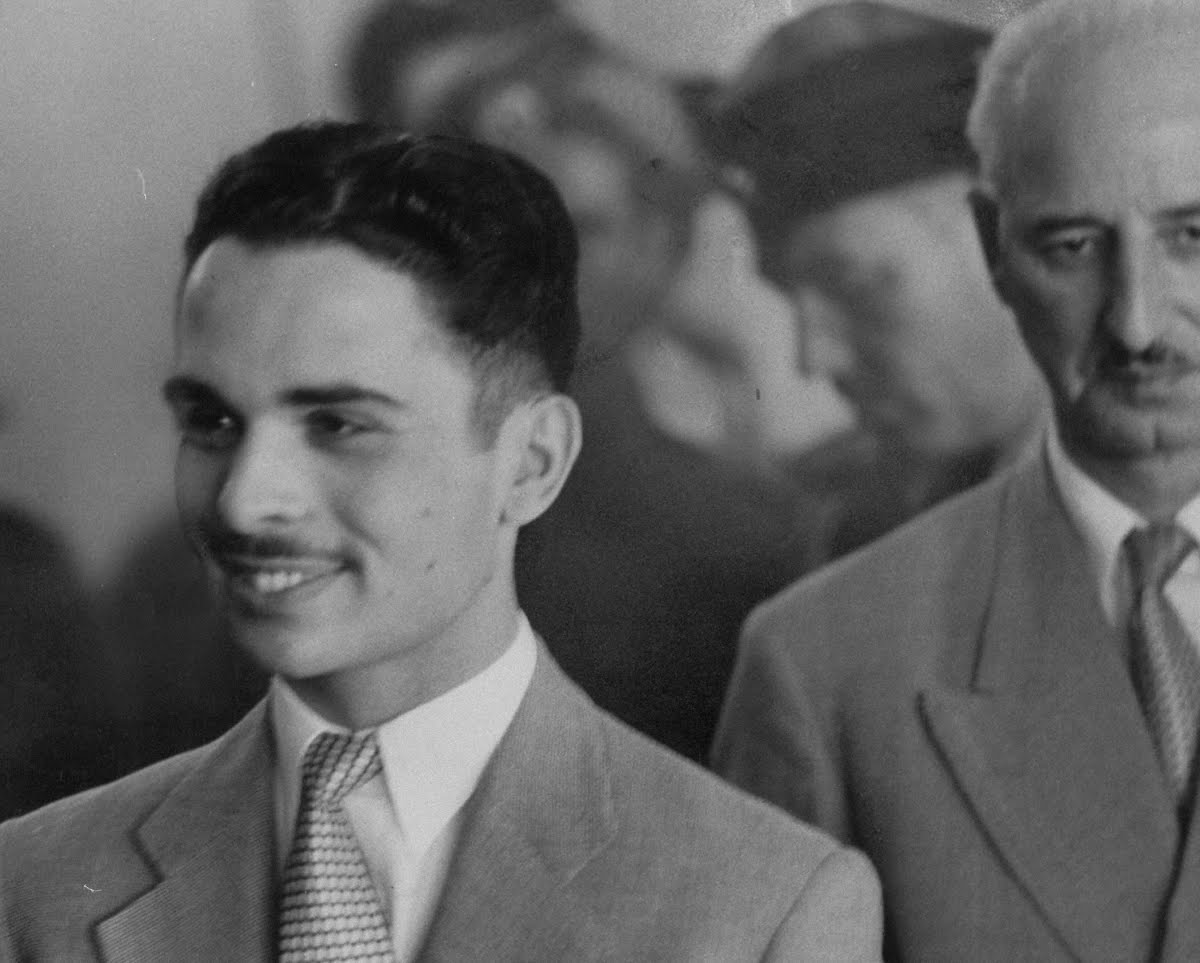
الملك الحسين بن طلال مع النابلسي

سليمان النابلسي (1908 1976)، هو رئيس وزراء الأردن من 29 تشرين الأول 1956 حتى 10 نيسان 1957.
شكل الحكومة بعد حصول الحزب الوطني الاشتراكي الذي يرأسه على أربعة عشر مقعدًا في البرلمان بانتخابات المجلس النيابي الثالث عام 1956 بتحالف حزبي ضم أيضًا حزب البعث الاشتراكي والجبهة الوطنية. كان من المناهضين لحلف بغداد وتعتبر حكومته أول حكومة برلمانية في الأردن. أقاله الملك الحسين بن طلال بعد خلافات بشأن السياسة الخارجية، وشهد الأردن مظاهرات عارمة بسبب ذلك. خاض سليمان النابلسي غمار العمل السياسي لأول مرة في تلك الفترة، بترأسه لجمعية العروة الوثقى. ثم عاد إلى إمارة شرق الأردن عام ١٩٣٢، ليعمل معلماً في الكرك والسلط عاماً واحداً، وبعدها شغل عدة مناصب غير وزارية في الحكومة حتى عام 1942.

## عائلة النابلسي
تعود جذور عائلة النابلسي التي تتوزع في الوقت الحالي بين نابلس في فلسطين والسلط وعمّان في الأردن إلى عرب البشاتوه الذين كانوا ينتشرون في عهود سابقة في منطقة بيسان في فلسطين، حيث تقول رواية إن شخصين من عرب البشاتوه رحلا إلى نابلس ليستقرا فيها فتفرَّعت من أعقابهما عائلتان إحداهما عائلة آل النابلسي والأخرى عائلة آل البشتاوي، وتضيف الرواية أنّ بعض رجال عائلة آل النابلسي رحلوا بدورهم إلى غزّة ليكونوا نواة لفرع آخر لعائلة آل النابلسي يعرف في غزة باسم عائلة آل الأشقر النابلسي. لقد نال آل النابلسي ولفترة طويلة مكانةً رفيعةً في المدينة حيث الثروة والتجارة وامتلاك الأراضي والعقارات والبساتين وامتد نشاطهم ليتعدَّى السلط إلى منطقة وادي السير، وحسبان والتي كانت ضمن محافظة البلقاء. وكانوا من أوائل العائلات التي أدخلت أبناءها إلى المدارس وكانوا يذهبون إلى نابلس لإكمال دراستهم في مدارس متقدمة عن تلك الموجودة في مدينة السلط في أوائل القرن العشرين، إلى أن تم جلاء الأتراك وتكوين الإمارة واستكمال مدرسة السلط لتكوين مدرسة ثانوية بحيث كانوا سبّاقين إلى دخول المدرسة الثانوية. وقد كان لعائلة النابلسي في السلط موقع اجتماعي مرموق وقد شغل العديد من أبناء العائلة مناصب مهمة في امارة شرق الأردن والمملكة كما كان منهم أعضاء في المجلس التشريعي ومجلس النواب ورئاسة مجلس الوزراء ومجلس الوزراء.

## نشأته ودراسته
ولد في مدينة السلط في الأردن، وتلقى تعليمه الأول في كتاتيبها، وحصل على شهادة الدراسة الثانوية العامة، ثم استكمل دراسته في كلية القدس، وأكمل تعليمه الجامعي في الجامعة الأميركية ببيروت حيث حصل على شهادة البكالوريوس في الاقتصاد والعلوم السياسية عام 1932.

## فكره
تشبع سليمان النابلسي بالأفكار الليبرالية والقومية أثناء دراسته في الكلية السورية البروتسنانتية (التي أصبحت الجامعة الأميركية) عام 1932. عمل بعد التخرج مدرسا في مدينة السلط وغيرها من مدن الأردن، وآمن بقدرة جيل الشباب على التغيير فاحترم أفكارهم ونظم حراكهم، وآمن بدور الأحزاب السياسية للانصهار الوطني لتعزيز الديموقراطية، ولتمثيل التعددية في الأردن فانخرط فيها وساهم في تشكيلها، وكان محط احترام القوى الوطنية المنظمة الجديدة على الساحة الأردنية، وخصوصا بعد وحدة الضفتين عام 1950، حيث تشكلت معظم الأحزاب السياسية وهي: الإسلاميون عام 1946، البعثيون عام 1952 والقوميون والاشتراكيون عام 1954 واليساريون عام 1951 والذين احترموا نضاله ضد حلف بغداد، وإيمانه بالتجربة السياسية القومية الناصرية، وأفكاره المتمردة ضد الانتداب البريطاني والمعاهدة البريطانية.

## الحزب الوطني الاشتراكي
قامت مجموعة من الأردنيين بتأسيس الحزب الوطني الاشتراكي عام 1954، حتى لا يستفرد الشيوعيون والبعثيون بالعمل الحزبي، حسب ما جاء في مذكرات أول أمين عام للحزب هزاع المجالي، ولكن المجالي استقال في ذات العام بسبب مشاركته كوزير في الحكومة، دون موافقة قيادة الحزب، التي قامت بدورها باختيار النابلسي خلفاً له، بعد عودة النابلسي من عمله كسفير للأردن في بريطانيا.

## مناصبه
1932 عمل مدرسا في الكرك 
- مديرا في البنك العربي بطلب من عبد الحميد شومان.[4]
- 1933 موظف في رئاسة الوزراء
- 1935 مراقب للوازم
- 1938 مساعد لمدير المالية
- 1942 سكرتير لرئاسة الوزراء
- 1947: وزير المالية والاقتصاد
- 1950 1951: وزارة المالية والاقتصاد (للمرة الثانية)
- 1953-1954 سفير الأردن في بريطانيا
- 19561957 رئيسا لمجلس الوزراء
- 1957: وزير للخارجية والمواصلات، في حكومة الدكتور حسين فخري الخالدي المشكّلة في 15/4/1957م.[4]
- 1954-1957 أمين عام للحزب الوطني الاشتراكي الأردني
- 1963-1971 اختير عضوا في مجلس الأعيان

## حكومته 1956-1957
تشكلت حكومة النابلسي عام 1956-1957 في ظروف أردنية وإقليمية ودولية في غاية التعقيد، فالصراع الدولي بين القطبين الكبيرين كان على وشك الدخول في صراعات الحرب الباردة، وكانت مصر تتعرض لعدوان ثلاثي، وكان الأردن يعاني من اعتداءات إسرائيلية متكررة على الحدود والقرى الأردنية وآخرها مدينة قلقيلية، بوجود قيادة بريطانية للجيش الوطني.

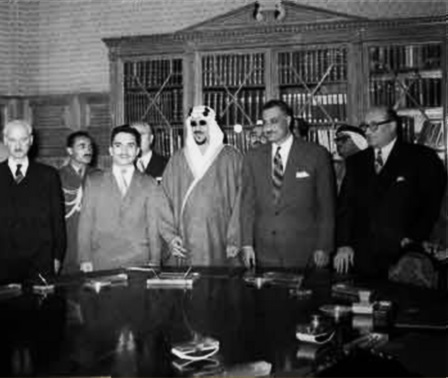
مع الرئيس جمال عبدالناصر وملك السعودية خلال توقيع اتفاقية التضامن العربي عام 1957

قبل ذلك كان الملك حسين قد تولى العرش، قبل ثلاث سنوات (بعمر 18 عاماً)، وريثاً لرسالة الثورة العربية الكبرى، ويواجه تداعيات مزمنة لاتفاقية أردنية بريطانية طويلة الأمد تم توقيعها عام 1946. وكان الملك الحسين قد كلف في بداية عهده بالحكم عام 53 فوزي الملقي بتشكيل حكومة شبابية تقدمية، أنجزت بعض تطلعات الملك الشاب، وتطلعات شعبه العربي الواعي من الضفتين، اللتين توحدتا عام 50، حيث عكست تطلعات الملك إيمانه بروح الدستور الأردني التقدمي لعام 52، وأنجزت حكومة الملقي قوانين الحريات العامة وحقوق الإنسان المدنية والسياسية، وسلطة البرلمان أمام الحكومات.
عمل النابلسي ضد سياسات واجراءات الانتداب البريطاني في فلسطين والأردن بكل أشكاله واعتقل مع غيره مرات عديدة، ونادى بالوحدة العربية، وكان له أنصاره في الضفتين، وعين وزيرا في حكومة سمير الرفاعي عام 1950. أصبح سليمان النابلسي ورفاقه بعد أحداث الانتخابات النيابية العصيبة عام 1954 رموزاً وطنية للمعارضة الحزبية والشعبية المنظمة، والتي عمل كلوب باشا على تزويرها لاسقاط مرشحي الحزب الوطني الاشتراكي (والمكون حديثاً)، ومرشحي المد القومي واليساري، حيث أمر كلوب باشا الجيش بقمع المظاهرات المحتجة على تزوير الانتخابات بالحديد والنار فمات العشرات من المحتجين، وتم اعتقال قادة المظاهرات النابلسي وارشيدات ومدانات وغيرهم.

### تشكيل الحكومة
كانت انتخابات عام 1956 نزيهة كما أرادها الملك حسين، وفاز الحزب الوطني الاشتراكي، ذو الأفكار القومية الناصرية بمقاعد أغلبية نسبية أحزاب التآلف الحزبي (13 مقعداً)، وفازت الجبهة الوطنية اليسارية بثلاثة مقاعد، وفاز حزب البعث العربي بمقعدين فقط عن الضفة الغربية، علماً أن حزب البعث كان قد رشح 18 عضواً في دوائر المملكة المختلفة. كلف الملك حسين الحزب الوطني بتاريخ 29 أكتوبر 1956 بتشكيل الحكومة البرلمانية الأولى في تاريخ المملكة الأردنية الفتية برئاسة النابلسي. ويقال أن الملك كلف عبد الحليم النمر القيادي في الحزب ذاته والذي فاز بمقعد نيابي، لكنه اعتذر وطلب أن يكون التكليف لزعيم الحزب. حيث حصلت حكومة سليمان النابلسي على ثقة 39 من أصل 40 عضواً في مجلس النواب. النائب الوحيد الذي لم يمنح الثقة هو أحمد الدعور ممثل حزب التحرير الإسلامي الذي حُظر لاحقاً.

### عمل الحكومة
في الانتخابات النيابية في أكتوبر 1956، فازت الجبهة الوطنية بـستة عشر مقعدًا، وطلب حسين من النابلسي تشكيل حكومة. وهكذا، أصبح رئيسًا للوزراء، وكإحدى إجراءاته الأولى، دمج الفيلق العربي مع الحرس الوطني الذي يهيمن عليه الفلسطينيون، وخلق جيشًا أردنيًا قوامه 35000 فرد. بعد يومين من توليه الحكم، تعرضت مصر لغزو من تحالف ثلاثي يتكون من بريطانيا وفرنسا وإسرائيل. بينما فضل الملك حسين الغاضب مساعدة مصر عسكريا، دعا النابلسي إلى التريث وانتظار نتائج الغزو. في النهاية، وافق الملك الحسين على عدم تقديم المساعدة عسكريا.
قرر النابلسي إقامة علاقات دبلوماسية مع الاتحاد السوفيتي وسمح للحزب الشيوعي بنشر صحيفة أسبوعية. وفي 2 شباط/فبراير 1957. حذر الملك من ذلك في خطاب موجه إلى النابلسي، قائلاً «نريد أن تكون هذه الدولة غير قابلة للوصول إلى الدعاية الشيوعية والنظريات البلشفية.» واستجابة لطلب الحسين، أمر النابلسي عضو الحزب الشيوعي ليتم حظرها. عُرف النابلسي بأنه معجب بعبد الناصر، ولذلك دعا الأردن إلى الانضمام إلى اتحاد عربي مع مصر وسوريا، مما جعل الملك حسين في صدارة صوري.
توترت العلاقات بين مجلس الوزراء والملك أكثر عندما أرسل الملك مبعوثين شخصيين إلى القاهرة ودمشق وجدة في آذار/مارس 1957 برسائل لم يتم فحصها من قبل الحكومة. ردا على ذلك، قدم النابلسي للملك طلبات رسمية لإحالة كبار الموظفين العموميين على التقاعد، مهددا حكومته بالاستقالة والنزول إلى الشوارع إذا رُفضت الطلبات. استأنف الملك الحسين في البداية، ولكن بعد أن أعد النابلسي قائمة جديدة، أرسل له الملك الحسين خطابًا يحذره من إقالته. في 8 نيسان/ أبريل، غادر لواء عسكري بقيادة نذير رشيد، وهو ضابط عربي قومي، من ثكنته في الزرقاء - بأوامر من رئيس الأركان الوطني، علي أبو نوار، ودون إذن من الملك حسين، وتمركزت للسيطرة على طريق العاصمة عمان. عند سماع تحركات اللواء، أمرهم الملك حسين بالتراجع إلى قاعدتهم، فامتثلوا لذلك. اعتبر حسين تصرفات علي أبو نوار ونذير رشيد جزءًا من مؤامرة للإطاحة به والدخول في اتحاد مع الجمهورية العربية المتحدة. بعد يومين، تعرض النابلسي لضغوط لتسليم استقالته من قبل كبار المسؤولين الملكيين، وهو ما فعله.
في 15 أبريل/نيسان، تم تشكيل حكومة جديدة برئاسة حسين فخري الخالدي وتولى النابلسي منصب وزير الخارجية. بدأت التوترات بين الضباط القوميين العرب والملكيين في التزايد كما حدث في الاضطرابات العامة، حيث طالب القوميون واليساريون بإعادة النابلسي كرئيس للوزراء بينما دعم الملكيون والإسلاميون حكومة الخالدي.
في 22 نيسان/أبريل، حضر النابلسي المؤتمر الوطني في نابلس، الذي جمع معارضي الملكية. ودعا المؤتمر إلى اتحاد مع الجمهورية العربية المتحدة، وإنشاء مجلس رئاسي من 16 عضوا، وتطهير "الخونة والتآمريين، والقيام بإضراب عام للضغط على الملك الحسين. بعد ضغوط من الجيش، وتحت السيطرة الكاملة للملكيين بعد نفي أبو نوار من قبل الملك الحسين قبل أيام قليلة، قدم النابلسي استقالته للمرة الثانية في 23 أبريل. وتلا ذلك احتجاجات حاشدة في الضفة الغربية وعمان في اليوم التالي للمطالبة بعودته. أعلن الملك الحسين الأحكام العرفية في 25 نيسان/أبريل 1957؛  ومُنعت جميع الأحزاب السياسية ووُضع النابلسي قيد الإقامة الجبرية دون توجيه اتهامات. وقد عفا عنه الملك الحسين وأفرج عنه في 13 أغسطس / آب 1961.

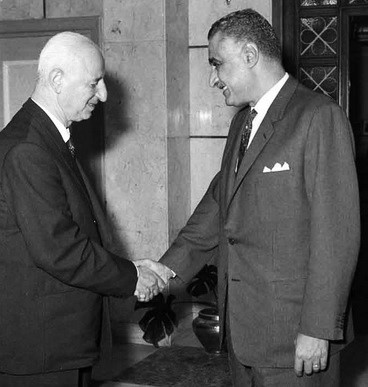
النابلسي مع الرئيس المصري جمال عبد الناصر في القاهرة أثناء ترؤسه الوفد الأردني لمؤتمر البرلمان العربي عام 1968

في عام 1968، تم تشكيل حزب التجمع الوطني في الأردن بقيادة النابلسي. وكان من بين أعضاء الأحزاب السياسية المحظورة. في 28 أبريل 1968، ترأس النابلسي الوفد البرلماني الأردني إلى مؤتمر البرلمان العربي في القاهرة.

## الرياضة
يعد دولة سليمان النابلسي ثالث رئيس للنادي الفيصلي بعد الشريف فواز الشريف، وقاسم ملحس، ويعود له الفضل في عودة مسيرة النادي الفيصلي حينما بعثها من جديد عام 1941 بعد أن أغلق نادي كشافة الفيصلي لفترة زمنية قصيرة وبقي رئيساً فخرياً للنادي حتى عام 1953.

## السجن والإقامة الإجبارية
سُجن النابلسي وتعرض للنفي عدة مرات في حياته، كان أولها بضغط من الانتداب البريطاني عام 1945، بسبب تجييشه ضد الحكومة، بعد قيامها بمنح شركة أجنبية – تردد وقتها أن بعض مالكيها من اليهود – ترخيصاً بالتنقيب عن البترول والمعادن، فتم نفيه إلى الشوبك.

## الأوسمة
- وسام النهضة الأردني.[5]
- وسام الاستقلال.
- وسام الكوكب الأردني.

## كتب له
- مذكرات دولة السيد سليمان النابلسي - أجراه الدكتور علي محافظة عام 1975[19]

## كتب عنه

كتاب سليمان النابلسي ودوره في الحياة السياسية الأردنية. صدر عن وزارة الثقافة الأردنية عام 2020

سليمان النابلسي ودوره في الحياة السياسية الأردنية
صدر الكتاب الذي يغطي المرحلة من عام 1908 إلى عام 1976، وصدر عن المؤسسة العربية للدراسات والنشر في بيروت عام 2019، ثم صدر مرة أخرى بدعم من وزارة الثقافة الأردنية عام 2020، للكاتب الدكتور فيصل الغوي، وجاء في 327 صفحة. وقد قسم الباحث دراسته إلى مقدمة وخمسة فصول وخاتمة وأربعة ملاحق، أما الفصل الأول، فقد تناول نشأة سليمان النابلسي، وحياته العملية والسياسية، حيث أعطى الباحث في هذا الفصل صورة عن العوامل الاجتماعية والثقافية والفكرية التي أسهمت في تكوين شخصية النابلسي، كما تناول البدايات العملية والسياسية للنابلسي من حيث الأعمال والوظائف الرسمية التي شغلها، ونشاطه السياسي المبكر، ودوره في تأسيس العديد من المنظمات الشبابية والسياسية والثقافية، كما تناول مشاركة النابلسي في بعض الحكومات، وما واجهه من مصاعب نتيجة آرائه ومواقفه السياسية.
أعلام من الأردن: هزاع المجالي، سليمان النابلسي، وصفي التل

## قراءات متعلقة باللغة الإنجليزية
- Anderson، Betty Signe (2005)، Nationalist Voices in Jordan: The Street and the State، University of Texas Press، ISBN:978-0-292-70625-5
- Dann، Uriel (1989)، King Hussein and the Challenge of Arab Radicalism، Oxford University Press، ISBN:9780195361216، مؤرشف من الأصل في 2022-03-04
- Hiro، Dilip (2003)، The Essential Middle East: A Comprehensive Guide، Carroll & Graf Publishers، ISBN:0-7867-1269-4، مؤرشف من الأصل في 2022-05-26
- Lesch، David W. (2003)، The Middle East and the United States: a historical and political reassessment، Westview Press، ISBN:0-8133-3940-5
- Rabinovich، Itamar (1978)، From June to October: the Middle East between 1967 and 1973، Transaction Publishers، ISBN:0-87855-230-8

## روابط خارجية
- سليمان النابلسي على موقع مونزينجر (الألمانية)
- إجهاض الديمقراطية الأردنية: ستون عامًا على إقالة حكومة سليمان النابلسي
- سليمان النابلسي - على درب المؤسسين - قناة المملكة

| المناصب السياسية  | المناصب السياسية            | المناصب السياسية  |
| ----------------- | --------------------------- | ----------------- |
| سبقه إبراهيم هاشم | رئيس وزراء الأردن 1956–1957 | تبعه حسين الخالدي |